# Candela romana

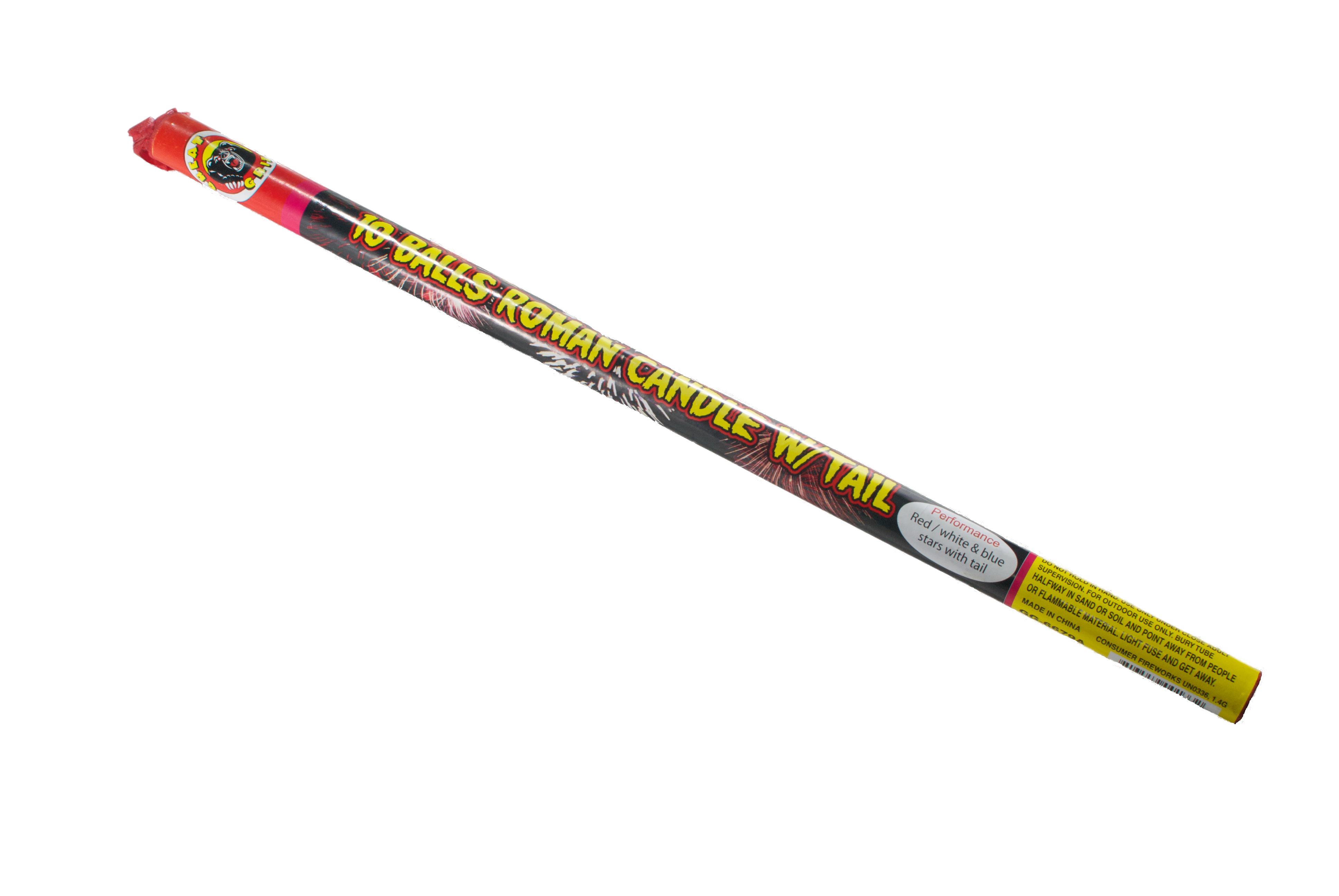
Candela romana

Una candela romana es un elemento pirotécnico que dispara uno o varios proyectiles luminosos en orden secuencial―conocidos como luces. Vienen en tamaños variados, desde 6 milímetros (0,2 plg) para uso recreativo, hasta 8 centímetros (3,1 plg) para uso profesional.
Las candelas han sido prohibidas en diversos países debido a la gran probabilidad de falla que presentan. Se han prohibido en Finlandia, Países Bajos, y en gran parte de los Estados Unidos.

## Manufactura
Entre los principales materiales empleados para la fabricación, se puede destacar a la bentonita, la pólvora, los proyectiles y el retardante químico. El dispositivo se enciende por la parte superior, que debe apuntar hacia el cielo, lejos de las personas. El retardante está bien compacto en el tubo, de modo que la llama no pueda llegar prematuramente a la pólvora. A medida que el retardante se consume, los proyectiles se van encendiendo uno por uno. Debido a que no están muy apretados en el tubo, el fuego se sigue propagando y enciende a la carga propulsora, la cual se consume muy rápido y produce una explosión que impulsa al proyectil hacia afuera. El proceso se repite hasta que todos los proyectiles hayan sido explusados. Algunas variantes:
- En China, se suele usar arcilla como retardante químico y el sistema de temporizado de proyectiles es mediante una mecha.
- Las candelas de mayor diámetro (más de tres pulgadas) suelen tener más pólvora sobre los proyectiles que están primero y menos sobre los últimos, con el fin de que todos se impulsen a alturas similares. Esto es debido a que el tramo de tubo disponible para que el proyectil sea acelerado es menor en los proyectiles superiores (que se encienden primero).
- Algunas velas romanas muy grandes cargan proyectiles de cometas en lugar de estrellas.

## Los colores de las luces
Hay diversos colores en los que pueden hallarse. El color se modifica agregando compuestos que al ser encendidos desprendan una determinada radiación en el espectro visible. Por ejemplo, cuando el perclorato de potasio (KClO4) se usa como oxidante, la combustión que involucra a los elementos disociados—el potasio y los iones perclorato—generan compuestos con bario (sobre todo cloruro de bario) que emiten luz verde. Los compuestos de potasio formados por esta reacción emiten radiación infrarroja o cuasiinfrarroja lo que hace que no afecten significativamente al color de la luz. Las reacciones químicas de este tipo ocurren por arriba de los 2500 °C tal que los iones del clorato de potasio puedan disociarse. Alternativamente, puede agregarse el carbonato de estroncio (SrCO3) a la candela para que las luces sean de color rojo o rosado; sin embargo, debido a que no es oxidante, se requieren oxidantes adicionales para iniciar y mantener la combustión. Durante la combustión, varios compuestos de estroncio (sobre todo hidróxido de estroncio) emiten luz roja, generalmente en una longitud de onda entre 506 y 722 nm.